# Witold Woyda
Witold Woyda (Poznań, 10 mei 1939 - New York, 5 mei 2008) was een Pools schermer gespecialiseerd in het wapen floret.
Woyda won tijdens de Olympische Zomerspelen 1972 zowel gouden medaille individueel als met het team.

## Resultaten
- Olympische Zomerspelen 1960 in Rome 4e in de floret individueel
- Olympische Zomerspelen 1960 in Rome 5e met het floret team
- Olympische Zomerspelen 1964 in Tokio 9e in de floret individueel
- Olympische Zomerspelen 1964 in Tokio  met het floret team
- Olympische Zomerspelen 1968 in Mexico-stad 9e in de floret individueel
- Olympische Zomerspelen 1968 in Mexico-stad  met het floret team
- Olympische Zomerspelen 1972 in München  in de floret individueel
- Olympische Zomerspelen 1972 in München  met het floret team

1896: Eugène-Henri Gravelotte ·
1900: Émile Coste ·
1904: Ramón Fonst ·
1912: Nedo Nadi ·
1920: Nedo Nadi ·
1924: Roger Ducret ·
1928: Lucien Gaudin ·
1932: Gustavo Marzi ·
1936: Giulio Gaudini ·
1948: Jéhan de Buhan ·
1952: Christian d'Oriola ·
1956: Christian d'Oriola ·
1960: Viktor Zjdanovitsj ·
1964: Egon Franke ·
1968: Ion Drîmbă ·
1972: Witold Woyda ·
1976: Fabio Dal Zotto ·
1980: Vladimir Smirnov ·
1984: Mauro Numa ·
1988: Stefano Cerioni ·
1992: Philippe Omnès ·
1996: Alessandro Puccini ·
2000: Kim Young-ho ·
2004: Brice Guyart ·
2008: Benjamin Kleibrink · 
2012: Lei Sheng · 
2016: Daniele Garozzo · 
2020: Cheung Ka-long · 
2024: Cheung Ka-long
1904: Fonst, Díaz, Van Zo Post ·
1920: Baldi, Costantino, A. Nadi, N. Nadi, Olivier, Puliti, Speciale, Terlizzi ·
1924: Cattiau, Coutrot, de Luget, Ducret, Gaudin, Jobier, Labatut, Perotaux ·
1928: Chiavacci, Gaudini, Guaragna, Pessina, Pignotti, Puliti ·
1932: Bondoux, Bougnol, Cattiau, Gardère, Lemoine, Piot ·
1936: Bocchino, Di Rosa, Gaudini, Guaragna, Marzi, Verratti ·
1948: Bonin, Bougnol, de Buhan, Lataste, d'Oriola, Rommel ·
1952: de Buhan, Lataste, Netter, Noël, d'Oriola, Rommel ·
1956: Bergamini, Carpaneda, Di Rosa, Lucarelli, Mangiarotti, Spallino ·
1960: Midler, Roedov, Sissikin, Svesjnikov, Zjdanovitsj ·
1964: Midler, Sissikin, Sjarov, Svesjnikov, Zjdanovitsj ·
1968: Berolatti, Dimont, Magnan, Noël, Revenu ·
1972: Dąbrowski, Godel, Kaczmarek, Koziejowski, Woyda ·
1976: Bach, Behr, Hein, Reichert, Sens-Gorius ·
1980: Bonin, Boscherie, Flament, Jolyot, Pietruszka ·
1984: Borella, Cerioni, Cipressa, Numa, Scuri ·
1988: Aptsiaoeri, Ibragimov, Koretsky, Mamedov, Romankov ·
1992: Koch, Schreck, Wagner, Weidner, Weißenborn ·
1996: Mamedov, Pavlovitsj, Sjevtsjenko ·
2000: Ferrari, Guyart, Lhotellier, Plumenail ·
2004: Cassarà, Sanzo, Vanni, Zennaro ·
2012: Valerio Aspromonte, Avola, Baldini, Cassarà ·
2016: Achmatchoezin, Safin, Tsjeremisinov ·
2020: Le Péchoux, Lefort, Mertine, Pauty ·
2024: Iimura, Matsuyama, Shikine, Nagano
- Virtual International Authority File: 2003151112564737180007